# Phyllonorycter pyrifoliella
Phyllonorycter pyrifoliella là một loài bướm đêm thuộc họ Gracillariidae. Nó được tìm thấy ở miền trung và miền đông châu Âu, Phần Lan, Tây Ban Nha và Bulgaria.
Ấu trùng ăn Malus species. Chúng ăn lá nơi chúng làm tổ. They create a lower-surface tentifom mine.